# Список эпизодов телесериала «Звёздный путь: Дискавери»
Список серий научно фантастического телесериала «Звёздный путь: Дискавери».

## Обзор сезонов
| Сезон | Сезон | Эпизоды | Эпизоды       | Период показа на ТВ | Период показа на ТВ | Сеть           |
| Сезон | Сезон | Эпизоды | Эпизоды       | Премьера сезона     | Финал сезона        | Сеть           |
| ----- | ----- | ------- | ------------- | ------------------- | ------------------- | -------------- |
|       | 1     | 15      | 9             | 24 сентября 2017    | 12 ноября 2017      | CBS All Access |
| 6     | 1     | 15      | 7 января 2018 | 11 февраля 2018     |                     | CBS All Access |
|       | 2     | 14      | 14            | 17 января 2019      | 18 апреля 2019      | CBS All Access |
|       | 3     | 13      | 13            | 15 октября 2020     | 7 января 2021       | CBS All Access |
|       | 4     | 13      | 13            | 18 ноября 2021      | 17 марта 2022       | Paramount+     |
|       | 5     | 10      | 10            | 4 апреля 2024       | 30 мая 2024         | Paramount+     |

## Эпизоды

### Сезон 1 (2017–2018)
| Часть 1 |    |                                                                                          |                    | |                  |
| 1 | 1  | «Вулканский салют» «The Vulcan Hello»                                                    | Дэвид Семел        | Сюжет: Брайан Фуллер и Алекс Куртцман Телесценарий: Акива Голдсман и Брайан Фуллер                                   | 24 сентября 2017 |
| Во время инспекции повреждённого искусственного спутника у двойной звезды, члены экипажа корабля «Шэньчжоу» обнаруживают загадочный предмет, который не поддаётся сканированию. Первый офицер Майкл Бёрнэм вызывается отправиться на разведку в скафандре и обнаруживает древний резной корабль. На неё нападает клингон. Убегая от него, она случайно его убивает. Группа клингонов скорбят о гибели товарища, называя его Факелоносцем, прежде чем изгой по имени Вок просит занять его место. Эти клингоны, под предводительством Т'Кувмы, внезапно появляются перед «Шэньчжоу» на корабле с генератором поля невидимости. Т'Кувма говорит своим последователям, что «Федерация» планет желает узурпировать индивидуальность всех клингонов и их культуру. Он намерен исполнить древнее пророчество и объединить 24 великих дома клингонов, как когда-то сделал Кейлесс. Вок активизирует маяк, который вызывает предводителей домов. Бёрнэм намерена во что бы то ни стало предотвратить войну и пытается открыть огонь по клингонам вопреки воле капитана Георгиу. Капитан арестовывает её за попытку мятежа. |    |                                                                                          |                    | |                  |
| 2 | 2  | «Битва у двойных звёзд» «Battle at the Binary Stars»                                     | Адам Кейн          | Сюжет: Брайан Фуллер Телесценарий: Гретхен Дж. Берг и Аарон Харбертс                                                 | 24 сентября 2017 |
| Т'Кувма убеждает большую часть лидеров домов, что может повести их к победе над Федерацией. В это время прибывает подкрепление из кораблей Звёздного флота. Георгиу пытается решить проблему мирным путём, однако клингоны тут же открывают огонь. В самый разгар битвы прибывает адмирал Андерсон на борту «Европы» и вновь предлагает клингонам перемирие. Но его корабль таранит невидимый клингонский корабль. В отчаянии, Андерсон приказывает взорвать «Европу», тем самым уничтожая и корабль врага. Звёздный флот отступает, а клингоны начинают собирать тела своих погибших. В останках «Шэньчжоу» Бёрнэм удаётся бежать из камеры заключения после телепатического подбадривания своего приёмного отца Сарека. Она советует Фелиппе( Георгиу ) взять Т'Кувму в плен. Они отвлекают внимание, телепортировав бомбу на одно из дрейфующих клингонских тел. После взрыва, капитан Георгиу и Бёрнэм телепортируются на борт клингонского судна и вступают в бой. Бёрнэм берёт верх над Воком, однако Т'Кувма убивает Георгиу. Бёрнэм стреляет в Т'Кувму, убивая его, после чего её телепортируют обратно. Вок обещает умирающему вождю, что он позаботится о его наследии. Экипаж «Шэньчжоу» покидает корабль в спасательных капсулах. Трибунал приговаривает Бёрнэм к лишению звания и пожизненному заключению за мятеж. |    |                                                                                          |                    | |                  |
| 3 | 3  | «Контекст для королей» «Context Is for Kings»                                            | Акива Голдсман     | Сюжет: Брайан Фуллер, Гретхен Дж. Берг и Аарон Харбертс Телесценарий: Гретхен Дж. Берг, Аарон Харбертс и Крэйг Свини | 1 октября 2017   |
| Через полгода Бёрнэм неожиданно перевозят в другую тюрьму, однако из-за нештатной ситуации, тюремный шаттл спасает исследовательский корабль «Дискавери». Капитан Гэбриель Лорка приказывает ей помочь экипажу с одним научным заданием. Бёрнэм слышит, как лейтенант Пол Стемец — астромиколог и начальник исследовательской группы, обсуждает предстоящий эксперимент с коллегой на другом корабле. Вскоре Лорка узнаёт и сообщает всем об инциденте с «Гленном» — кораблём однотипным с «Дискавери», в результате которого вся команда корабля погибла. Лейтенант Стемец ведёт команду на борт «Гленна», где они обнаруживают, что тела всех членов экипажа были каким-то образом деформированы. Они также находят тела клингонов, порванных на части каким-то существом, внешне напоминающим гигантскую тихоходку. Это существо затем нападает на команду, убивая одного из её членов. Команде удаётся изъять некоторое оборудование. Бёрнэм отвлекает внимание существа, но успевает запрыгнуть в шаттл. По возвращении, Лорка приглашает её в свой экипаж, несмотря на её пожизненный срок, объясняя, что именно он подстроил события так, чтобы она оказалась на борту. Экипаж разрабатывает новый метод межзвёздного перемещения, основанный на спорах. По-видимому, катастрофа на «Гленне» каким-то образом связана с очередным тестом нового двигателя. Капитан затем тайно телепортирует существо с «Гленна» на борт, в камеру, прежде чем приказать уничтожить пустой корабль. |    |                                                                                          |                    | |                  |
| 4 | 4  | «Нож мясника не внемлет стонам агнца» «The Butcher's Knife Cares Not for the Lamb's Cry» | Олатунде Осунсанми | Джесси Александер и Арон Элай Колейт                                                                                 | 8 октября 2017   |
| Лорка приказывает Бёрнэм изучить существо с «Гленна» и найти способ использовать его как оружие. Экипаж «Дискавери» получает приказ прийти на выручку колонии Корван-2, добывающей дилитий, на которую напали клингоны. Стемец сомневается в возможности совершить такой длинный прыжок с помощью спор. Он оказывается прав, и корабль едва не врезается в звезду. Лорка посылает своего шефа безопасности Лэндри следить за Бёрнэм. Лэндри пытается усыпить «тихоходку», чтобы отрезать у неё коготь, однако та вырывается на волю и убивает её. Бёрнэм подходит к существу с канистрой со спорами, и оно её не трогает. Заметив реакцию «тихоходки» на прыжок и её симбиозную связь со спорами, Стемец и Бёрнэм телепортируют существо в инженерный отсек, где оно соединяется со споровым двигателем и помогает просчитать навигационные координаты. «Дискавери» внезапно появляется над колонией и уничтожает вражеские корабли, затем исчезает так же внезапно. Тем временем, на корабле Т'Кувмы, Вок и Л'Релл извлекают из остова «Шэньчжоу» дилитиевый процессор. По возвращении, прибывший командир Кол убедил экипаж Вока перейти на его сторону. Кол оставляет Вока на верную смерть на борту «Шэньчжоу». Л'Релл телепортируется за ним и говорит ему, что они могут сами выиграть войну. |    |                                                                                          |                    | |                  |
| 5 | 5  | «Выбери свою боль» «Choose Your Pain»                                                    | Ли Роуз            | Сюжет: Гретхен Дж. Берг, Аарон Хербертс и Кемп Пауэрс Телесценарий: Кемп Пауэрс                                      | 15 октября 2017  |
| Прошёл месяц успешных операций, и Лорка получает приказ сохранять споровый двигатель до тех пор, пока другие корабли флота не смогут скопировать его. Возвращаясь на «Дискавери», Лорка попадает в плен к клингонам. Бёрнэм видит, что использование спорового двигателя отрицательно влияет на здоровье «тихоходки». Вместе с партнёром Стемеца доктором Калбером, Бёрнэм убеждает Стемеца найти альтернативу существу. Они узнают, что люди тоже подходят. Лорка сидит в камере с другим офицером по имени Эш Тайлер, а также преступником по имени Гарри Мадд. Во время разговора, Лорка раскрывает, что убил всех членов экипажа «Бурана» — своего предыдущего корабля — во время сражения у двойной звезды, чтобы не позволить им попасть в руки клингонов, а сам выжил. Лорку пытает Л'Релл, желающая узнать секрет нового вида перемещения «Дискавери», однако Лорка и Тайлер сбегают, прежде чем клингоны что-либо узнают. Предателя Мадда оставляют в камере, и он клянётся отомстить Лорке. Лорка и Тайлер угоняют клингонскую «хищную птицу», а «Дискавери» вовремя прибывает, чтобы телепортировать их на борт. Для последнего прыжка, Стемец вводит себе ДНК «тихоходки» и подключается напрямую к споровому двигателю. Бёрнэм дарит Сару фамильный телескоп капитана Георгиу, который та завещала ей. Бёрнэм и Тилли выпускают существо в космос, и оно исчезает. Позже, Стемец отходит от зеркала в ванной, а его отражение остаётся на месте и улыбается. |    |                                                                                          |                    | |                  |
| 6 | 6  | «Лета» «Lethe»                                                                           | Дуглас Аарниокоски | Джо Меноски и Тед Салливан                                                                                           | 22 октября 2017  |
| На пути к мирным переговорам с двумя клингонскими домами, на Сарека совершает покушение вулканец-экстремист. Сарек ранен, а его корабль повреждён, застряв в радиоактивной туманности. Бёрнэм чувствует это, и Лорка соглашается спасти его. На борт прибывает адмирал Катрина Корнуэлл. Она оспаривает решения Лорки. Бёрнем, Тилли и Тайлер (которого Лорка назначил офицером по тактике) отправляются на челноке в туманность. С помощью усилителя, сконструированного Стемецем, Бёрнэм пытается связаться с разумом Сарека. В бессознательном состоянии, Сарек постоянно переживает тот день, когда Бёрнэм отказались принять в Вулканскую экспедиционную группу. Поначалу Сарек сопротивляется и прогоняет Бёрнэм из своего разума, однако ей удаётся убедить его раскрыть ей всю правду. Оказывается, руководители Вулканской экспедиционной группы дали ему выбор: они примут либо Бёрнэм, либо Спока. Сарек выбрал сына, однако Спок отказался и пошёл в Звёздный флот, сделав выбор Сарека бесполезным. Сарек винит себя в том, что подвёл приёмную дочь. Бёрнэм помогает Сареку прийти в себя, и он активизирует маяк корабля, позволяя челноку обнаружить его. Лорка и Корнуэлл проводят ночь вместе, однако его параноидальное поведение приводит к тому, что она решает снять его с командования «Дискавери», пока он не справится со своей психической травмой из-за гибели «Бурана». Так как Сарек не в состоянии вести переговоры, вместо него отправляется адмирал, однако переговоры оказываются ловушкой, и Корнуэлл попадает в руки клингонов. Лорка отказывается лететь на её выручку без приказа свыше. Бёрнэм решает, что нет ничего плохого в том, чтобы быть человеком, тогда как Лорка предлагает ей пост научного офицера. |    |                                                                                          |                    | |                  |
| 7 | 7  | «Соблазн, ослеплявший порою и мудрых» «Magic to Make the Sanest Man Go Mad»              | Дэвид М. Барретт   | Арон Илай Колейт и Джесси Александер                                                                                 | 29 октября 2017  |
| Гарри Мадд каким-то образом проник на борт «Дискавери» и использует неизвестное устройство чтобы создать временную петлю, повторяющую события, которые заканчиваются гибелью корабля. Единственный, кто осознаёт происходящее — Стемец, благодаря ДНК «тихоходки» в нём. Он заручается помощью Бёрнэм и Тайлера, каждый раз объясняя что происходит. Задача Мадда — узнать как работает споровый двигатель, чтобы затем продать корабль клингонам. Ему наконец удаётся захватить корабль, убив Тайлера и некоторых других. Чтобы заставить его начать новый цикл, Бёрнэм раскрывает Мадду, что именно она убила Т'Кувму, а значит клингоны заплатят за неё ещё дороже, чем за корабль. Затем Бёрнэм убивает себя, и Мадд начинает всё сначала. На этот раз Стемец успевает устроить всё так, что Лорка передаёт корабль, Стемеца и Бёрнэм Мадду без сопротивления. Мадд посылает сигнал клингонскому кораблю. Как только проходит время цикла, устройство петли дезинтегрируется, а Бёрнэм и Стемец раскрывают Мадду, что сигнал он на самом деле послал не клингонам, а своей невесте Стелле и её отцу — криминальному барону. Стелла и её отец прибывают и забирают Мадда. Стемец также рассказывает Бёрнэм и Тайлеру некоторые личные события из предыдущих циклов, включая то, что Тайлер поцеловал Бёрнэм. |    |                                                                                          |                    | |                  |
| 8 | 8  | «Хочешь мира — готовься к войне» «Si Vis Pacem, Para Bellum»                             | Джон С. Скотт      | Кирстен Бейер | 5 ноября 2017    |
| «Дискавери» спешит на помощь «Гагарину», однако клингоны уничтожают корабль, воспользовавшись своей маскировочной технологией. Желая найти способ обнаруживать невидимые корабли врага, Бёрнэм, Тайлер и Сару отправляются на планету Паво, на первый взгляд необитаемую, на которой находится естественно образовавшийся кристальный передатчик, наполняющий эфир вибрационной частотой планеты. Они надеются, что передатчик можно перенастроить, дабы он действовал наподобие сонара. Вскоре троица узнаёт, что планету населяют загадочные формы жизни, которые передают Сару своё развитое понятие умиротворения. Сару пытается заставить Бёрнэм и Тайлера остаться на планете с ним. Вопреки этому, Бёрнэм удаётся послать новый сигнал. Однако местные жители модифицируют сигнал, который приглашает клингонов на планету, в надежде остановить войну. Тем временем, Л'Релл, под предлогом допроса, входит в камеру к адмиралу Корнуэлл. На самом деле, Л'Релл желает помочь Корнуэлл сбежать взамен на убежище для Л'Релл в Федерации. Однако Кол перехватывает женщин, и Л'Релл, видимо, убивает адмирала, чтобы спастись самой. Л'Релл присягает на верность Колу, однако он приговаривает её к смерти за предательство и отправляется на Паво. |    |                                                                                          |                    | |                  |
| 9 | 9  | «Я отправляюсь в лес» «Into the Forest I Go»                                             | Крис Бёрн          | Бо Юн Ким и Эрика Липпольдт                                                                                          | 12 ноября 2017   |
| Звёздный флот отступает на всех позициях благодаря технологии маскировки клингонов. Лорка получает приказ вернуться на станцию № 46, но решает нарушить приказ, чтобы спасти разумную жизнь на планете Паво. Когда «Корабль мёртвых» генерала Кола прибывает на орбиту Паво, Тайлер и Бёрнэм телепортируются на борт судна, чтобы установить датчики, данные которых позволят Сару составить алгоритм для обнаружения замаскированных кораблей. Во время операции Тайлер и Бёрнэм обнаруживают Корнуэлл, однако на Тайлера вдруг нахлынывают воспоминания его заточения, когда он видит Л'Релл. Лорка убеждает Стемеца в необходимости совершить 133 микропрыжка вокруг клингонского корабля, которые позволят гораздо быстрее составить трёхмерную картину вражеского судна. Чтобы выиграть время, Бёрнэм раскрывает своё присутствие на мостике «Корабля мёртвых» и вызывает Кола на поединок, сообщая ему, что она — убийца Т'Кувмы. Во время схватки Кол едва не убивает Бёрнэм. Тем временем Корнуэлл, используя свой опыт психиатра, успокаивает Тайлера. По окончании серии прыжков, Сару удаётся найти способ обнаружения невидимых кораблей. «Дискавери» телепортирует Бёрнэм, Тайлера и Корнуэлл на борт. В момент телепортации Л'Релл успевает прыгнуть на Тайлера и попадает в телепортационный луч. По прибытии на «Дискавери» её заключают под стражу. Лорка приказывает открыть огонь по «Кораблю мёртвых», уничтожив его. Во время прыжков Стемец чуть не погибает и испытывает странные видения. В частном разговоре Тайлер признаётся Бёрнэм, что Л'Релл пытала и насиловала его, хотя благодаря ей он остался жив. Стемец предлагает совершить последний прыжок к станции № 46, где ожидают «Дискавери», используя алгоритм, но говорит, что этот прыжок будет для него последним, поскольку он намерен пройти обследование, дабы учёные разобрались в побочных эффектах от перемещений. Во время прыжка что-то идёт не так, корабль попадает в неизведанное пространство, окружённый обломками клингонских кораблей, а Стемец, похоже, получает мозговую травму. |    |                                                                                          |                    | |                  |
| Часть 2 |    |                                                                                          |                    | |                  |
| 10 | 10 | «Вопреки себе» «Despite Yourself»                                                        | Джонатан Фрейкс    | Шон Кохрэн | 7 января 2018    |
| Экипаж узнаёт, что попал в иную вселенную (уже известную фанатам Зеркальную вселенную). Тайлер извлекает из обломка клингонского корабля базу данных, из которой Бёрнэм получает информацию об этом мире, включая данные о Земной империи. Л'Релл пытается активизировать заложенную в подсознание Тайлера "программу", однако её попытка не срабатывает. В этом мире капитаном «Дискавери» является Тилли, так что ей приходится играть роль своего жестокого двойника. Бёрнэм узнаёт, что её двойник является капитаном «Шэньчжоу», правда числится пропавшей без вести после попытки бунта капитана Лорки этого мира. Бёрнэм решает пробраться на борт «Шэньчжоу», чтобы заполучить данные о «Дефайенте», попавшем в этот мир из их родной вселенной (и будущего). Эта информация должна помочь «Дискавери» найти способ вернуться в свою вселенную без спорового двигателя, поскольку Стемец всё ещё находится не в себе. Лорка притворяется пленником Бёрнэм, а Тайлер собирается отправиться с ними в роли её телохранителя (каждому капитану империи положен телохранитель). Перед отправкой на «Шэньчжоу» доктор Калбер осматривает Тайлера и узнаёт, что с ним что-то не так, сообщая ему об этом. Тайлер сворачивает шею Калберу. На борту «Шэшьчжоу» Бёрнэм отводит Лорку в пыточную, где его помещают в капсулу агонии. По пути на мостик, старпом Бёрнэм пытается её убить, однако в схватке с ней погибает сам. Экипаж приветствует возвращение капитана. В каюте своего двойника Бёрнэм проводит ночь с Тайлером. |    |                                                                                          |                    | |                  |
| 11 | 11 | «Внутренний волк» «The Wolf Inside»                                                      | Т. Дж. Скотт       | Лиза Рэндольф | 14 января 2018   |
| Бёрнэм пугается самой себя, ведь с каждым днём ей всё легче играть своего злобного двойника. Она получает приказ от императора найти и уничтожить оплот Сопротивления, вместе с его предводителем по прозвищу «Огненный волк». Бёрнэм и Тайлер телепортируются на планету и сдаются Сопротивлению, чтобы вступить в переговоры с его представителями. Огненный волк оказывается Воком, который просит «Оракула» Сарека прочитать мысли Бёрнэм, дабы убедиться в её искренности. Бёрнэм предупреждает Сопротивление об атаке и взамен просит Вока объяснить как ему удаётся держать под контролем всё Сопротивление, состоящее из рас всего квадранта, надеясь использовать эти знания для прекращения войны с клингонами в своей родной вселенной. Во время диалога между Бёрнэм и Огненным волком в Тайлере пробуждается сознание Вока и он атакует своего двойника. Тайлер повержен противником, повстанцы отпускают его и Бёрнэм. На борту «Шэшьчжоу» Тайлер признаётся, что был заслан на «Дискавери» клингонами, которые изменили его тело и разум, чтобы он считал себя Эшем Тайлером. Он также раскрывает, что убил доктора Калбера. Тайлер пытается убить Бёрнэм, однако её спасает келпианец (судя по всему, двойник Сару), который является рабом капитана в этом мире. Тайлера уводят на казнь. Перед тем, как телепортировать Тайлера в открытый космос, Бёрнэм прячет у него в кармане данные о «Дефайенте» и вызывается лично привести приговор в исполнение. Тайлера подбирает «Дискавери», где он тут же попадает под арест, так как Сару уже известна его подлинная личность. База повстанцев подвергается массивной бомбардировке неизвестного корабля, который оказывается флагманом Империи, и Бёрнэм лицезреет императора — Филиппу Георгиу, явно недовольную неповиновением Бёрнэм. Тем временем Тилли пытается пробудить лейтенанта Стемеца из комы с помощью спор. Сознание Стемеца пробуждается в загадочном лесу и встречается с сознанием своего имперского двойника, также находящегося в коме.                                                          |    |                                                                                          |                    | |                  |
| 12 | 12 | «Безудержное честолюбие» «Vaulting Ambition»                                             | Ханель Кулпеппер   | Джордон Нардино | 14 января 2018   |
| Бёрнэм и Лорка отправляются на имперский флагман «Харон». Император отправляет Лорку в камеру пыток и приглашает Бёрнэм на ужин, раскрывая, что Бёрнэм этого мира — её приёмная дочь. Стемец обнаруживает себя внутри микоидной сети вместе со своим двойником, который объясняет, что давно пытается с ним связаться. Стемец встречает отголосок Калбера, который раскрывает, что мёртв и что зеркальный Стемец виновен в заражении микоидной сети. Смирившись со смертью любимого, Стемец пробуждается и обнаруживает, что споровые растения на борту «Дискавери» уже заражены. Его двойник пробуждается на борту «Харона». Во время ужина Георгиу сообщает Бёрнэм, что сожалеет из-за того, что позволила Лорке стать покровителем Бёрнэм, так как Бёрнэм повзрослела, влюбилась в Лорку, и оба попытались свергнуть Георгиу с трона. Она собирается казнить Бёрнэм, однако Майкл раскрывает ей правду о том кто она. Будучи знакомой с базой данных с «Дефайента», император верит Бёрнэм и соглашается обменять схему конструкции спорового двигателя на альтернативные способы перемещаться между вселенными. По рассказу Георгиу, Бёрнэм осознаёт, что тот Лорка, которого она знает — родом из зеркальной вселенной, и что он всё это время пытался сблизиться с ней и вернуться в родной мир. Лорке удаётся сбежать из камеры пыток. Тем временем личности Тайлера и Вока враждуют в одном теле. В конце концов, Сару удаётся убедить Л'Релл помочь ему. Клингонка восстанавливает сознание Тайлера, уничтожая личность Вока. |    |                                                                                          |                    | |                  |
| 13 | 13 | «Прошлое — это лишь пролог» «What's Past is Prologue»                                    | Олатунде Осунсанми | Тэд Салливан | 28 января 2018   |
| Лорка освобождает свой экипаж из пыточных камер, в которых они находились с тех пор, как он отправился в другую вселенную. С помощью зеркального Стемеца им удаётся перебить часть экипажа, всё ещё верную императору. Остальные присягают на верность Лорке, который тут же убивает зеркального Стемеца за предательство. Император скрывается на флагмане. Бёрнэм также удаётся бежать. Она связывается с Сару и сообщает ему об истинной личности Лорки. Стемец узнаёт, что его двойник использовал микоидную сеть, чтобы создать огромный реактор для питания «Харона». Становится известно, что использование спор для этой цели приведёт к гибели всех живых существ в мультивселенной. Бёрнэм должна снять защитный экран с реактора — это позволит «Дискавери» уничтожить его и использовать энергию спорового взрыва для возвращения домой. Свергнутая Георгиу соглашается помочь Бёрнэм. Им удаётся взять тронный зал штурмом, после чего Георгиу убивает Лорку. Бёрнэм снимает экран, а Георгиу собирается остаться и прикрыть отход Бёрнэм от людей Лорки зная, что императором ей уже не быть. Бёрнэм телепортируется на «Дискавери» попутно захватив Георгиу с собой. «Дискавери» взрывает реактор имперского флагмана и команда отправляется домой. По возвращении экипаж узнаёт, что с момента исчезновения «Дискавери» прошло девять месяцев, и что клингоны уже почти победили в войне. |    |                                                                                          |                    | |                  |
| 14 | 14 | «Война снаружи и внутри» «The War Without, The War Within»                               | Дэвид Соломон      | Лиса Рэндольф | 4 февраля 2018   |
| На борт «Дискавери» телепортируются адмирал Корнуэлл и Сарек. Они объясняют, что после гибели Кола, клингонские дома разделены и состязаются друг с другом, кто сможет уничтожить больше активов Федеракции. За пределами Земли, единственным убежищем остаётся «Звёздная база 1». Корнуэлл берёт командование кораблём и приказывает взять курс на станцию. Тайлер вновь является самим собой, однако всё ещё имеет доступ к воспоминаниям Вока. Бёрнэм не может простить его. Станция оказывается захвачена клингонами. Остатки Звёздного флота отступают к Земле. Георгиу объясняет Бёрнэм, что победила зеркальных клингонов внезапным массированным ударом по их родному миру Кроносу. Адмирал соглашается повторить это действие, чтобы вынудить клингонов отступить. Чтобы пополнить запасы спор, Стемец терраформирует безжизненную луну необходимыми растениями. Георгиу говорит Сареку, что у неё есть дополнительная информация. Корнуэлл объявляет, что капитан Георгиу жива и отдаёт бывшему императору командование «Дискавери» понимая, что имперская жестокость необходима для победы над врагом. |    |                                                                                          |                    | |                  |
| 15 | 15 | «Возьми меня за руку» «Will You Take My Hand?»                                           | Акива Голдсман     | Сюжет: Акива Голдсман, Гретхен Дж. Берг и Аарон Харбертс Телесценарий: Гретхен Дж. Берг и Аарон Халбертс             | 11 февраля 2018  |
| Экипаж «Дискавери» собирается совершить скачок в огромную пещеру под поверхностью Кроноса. Тайлер сообщает, что для того, чтобы получить последние данные о местоположении важных структур планеты, необходимо запустить дрон, который войдёт в спящий вулкан под древней святыней. «Дискавери» успешно завершает прыжок. Георгиу, Бёрнэм, Тайлер и Тилли отправляются на поверхность, переодевшись торговцами. Тилли обнаруживает, что система вулканов вовсе не спящая, а действующая, а «дрон» — на самом деле бомба, предназначенная для превращения Кроноса в безжизненную планету. Бёрнэм связывается с адмиралом Корнэлл и убеждает её, что это идёт против идеалов, на которых стоит Звёздный флот. Она также убеждает Георгиу отдать ей детонатор, отпуская бывшего императора восвояси. Бёрнэм отдаёт детонатор Л'Релл, которая использует угрозу геноцида, чтобы остановить войну и объединить все 24 Домов под своим руководством. Тайлер отправляется с Л'Релл, считая что на Земле ему не место. Экипаж «Дискавери» получает медали за отвагу. Бёрнэм восстанавливается в звании. «Дискавери» отправляется на Вулкан, чтобы доставить туда Сарека, однако по пути их перехватывает сигнал бедствия от «Энтерпрайза». «Дискавери» выходит из варпа нос-к-носу с легендарным кораблём. |    |                                                                                          |                    | |                  |

### Сезон 2 (2019)
| № общий | № в сезоне | Название                                             | Режиссёр           | Автор сценария                                                                                        | Дата премьеры                 |
| --- | ---------- | ---------------------------------------------------- | ------------------ | --- | ----------------------------- |
| 16 | 1          | «Брат» «Brother»                                     | Алекс Куртцман     | Тед Салливан, Гретхен Дж. Берг и Аарон Харбертс                                                       | 17 января 2019                |
| На борт «Дискавери» телепортируется капитан Кристофер Пайк с двумя членами экипажа. Он принимает экстренное командование кораблём, так как «Энтерпрайз» получил критические повреждения. Пайк объясняет, что Звёздный флот засёк семь загадочных сигналов, одновременно появившихся в разных частях галактики. Один сигнал до сих пор действует, и флот послал Пайка исследовать их источник. Однако и этот сигнал исчезает, когда к его предполагаемому источнику прибывает «Дискавери». Они обнаруживают астероид, на котором потерпел крушение медицинский корабль «Гайавата», пропавший во время войны с клингонами. Пайк, Бёрнэм и двое членов экипажа с «Энтерпрайза» совершают вылет на специальных капсулах. Одна из капсул гибнет, но остальные трое офицеров пробираются на корабль и обнаруживают инженера Джетт Рено, которая всё это время поддерживает жизни критически раненых офицеров. Всем удаётся телепортироваться обратно на «Дискавери». Перед возвращением Бёрнэм была ранена, её спас Пайк. Перед спасением она видела загадочную фигуру, напоминающую красного ангела. Выяснилось, что астероид состоит из небарионного вещества, и Тилли удаётся взять огромный его кусок для изучения. Флот решает оставить Пайка на «Дискавери», пока не отремонтируют «Энтерпрайз». Бёрнэм узнаёт, что её сводный брат Спок, с которым ни она, ни Сарек не общаются уже много лет, отправился в отпуск. Она посещает его каюту на «Энтерпрайзе» и узнаёт, что ему уже некоторое время снятся кошмары о семи сигналах. |            |                                                      |                    | |                               |
| 17 | 2          | «Новый Эдем» «New Eden»                              | Джонатан Фрейкс    | Сюжет: Голдсман Акива и Шон Кохрэн Телесценарий: Вон Уилмотт и Шон Кохрэн                             | 24 января 2019                |
| Следуя второму сигналу, «Дискавери» использует споровый двигатель, чтобы совершить прыжок на 51 тыс. светолет в бета-квадрант, где обнаруживается планета с землянами. Пайк, Бёрнэм и Овосекун внедряются в деревню и узнают, что эти люди являются потомками солдат и граждан, спрятавшихся в церкви во время Третьей мировой. Затем появился красный ангел и перенёс их на эту планету. Пайк принимает решение: поскольку местные жители покинули Землю до изобретения варпа, на них распространяется Первая директива Звёздного флота — нельзя влиять на их развитие. Один из местных жителей считает, что Пайк, Бёрнэм и Овосекун прибыли с Земли, однако никто ему не верит. Даже телепортацию троих на корабль воспринимают как знак свыше. Космическая аномалия посылает на планету рой радиоактивных астероидов, которые устроят на планете ядерную зиму. Тилли придумывает как использовать захваченный в предыдущей серии астероид, чтобы сменить курс роя и избежать катастрофы. В этом ей помогает член команды, в котором Тилли узнаёт одноклассницу Мэй, но согласно компьютерным данным, эта женщина мертва. Пайк возвращается на планету и рассказывает тому самому местному жителю правду, обменивая источник энергии на видеокамеру с солдатского шлема двухсотлетней давности. Видеозапись показывает появление загадочной ангелоподобной фигуры. |            |                                                      |                    | |                               |
| 18 | 3          | «Точка света» «Point of Light»                       | Олатунде Осунсанми | Эндрю Колвилл                                                                                         | 31 января 2019                |
| На борт корабля прибывает Аманда Грейсон с украденной медицинской карточкой Спока из психиатрической лечебницы. Пайк приказывает Бёрнэм взломать записи, так как узнаёт, что Спок сбежал из лечебницы и разыскивается за убийство. В файлах обнаруживается рисунок красного ангела, сделанный Споком в детстве. Бёрнэм раскрывает, что намеренно оскорбила брата, чтобы защитить его от вулканцев-экстремистов, за что Спок её до сих пор не простил. Аманда решает лично заняться поисками сына. Тем временем, в столице клингонов, Тайлер узнаёт, что канцлер Л'Релл родила от Вока сына. Об этом узнаёт Кол-ша — глава клингонского Дома. Он похищает ребёнка и требует, чтобы Л'Релл отказалась от власти в его пользу. Он собирается убить Л'Релл и Тайлера, но внезапно появляется Джорджиу, которая их спасает и убивает Кол-шу и его приспешников. Затем бывший император советует Л'Релл избавиться от уязвимых мест: Тайлера и ребёнка. На собрании совета, Л'Релл предъявляет фальшивые головы Тайлера, который якобы её предал, и сына, убитого им. Затем она провозглашает себя Матерью всех клингонов. Тем временем, Джорджиу отвозит ребёнка в клингонский монастырь на корабле Секции 31 и вербует Тайлера в эту организацию. Тилли наконец узнаёт, что в неё попала разумная спора, которая и проявляется в виде умершей одноклассницы. Стемец извлекает паразита из тела Тилли с помощью тёмного вещества. |            |                                                      |                    | |                               |
| 19 | 4          | «Обол для Харона» «An Obol for Charon»               | Ли Роуз            | Сюжет: Джордон Нардино, Гретхен Дж. Берг и Аарон Халбертс Телесценарий: Алан МакЭлрой и Эндрю Колвилл | 7 февраля 2019                |
| В погоне за челноком, угнанным Споком, «Дискавери» внезапно вываливается из варпа, прямо перед загадочной живой сферой размером с планетоид. Стазисное поле сферы удерживает корабль, а какой-то вирус заражает системы корабля. Сару также начинает испытывать состояние под названием «вахараи». Это состояние наступает у келпианцев перед смертью и означает, что они либо должны добровольно идти на убой ба'улам, либо сходят с ума. Сару и Бёрнэм догадываются, что сфера умирает и желает передать им все свои знания, накопленные ею за последние сто тысячелетий. Они убеждают Пайка позволить сфере это сделать. Сфера передаёт огромный объём информации и умирает. С помощью информации, переданной сферой, «Дискавери» продолжает погоню за Споком. Сару готовится умереть и просит Бёрнэм обрезать его ганглии, чтобы умереть быстро, однако ганглии отпадают сами по себе, после чего Сару не только чувствует себя лучше, но и перестаёт постоянно бояться. Тем временем, неполадки на корабле изолируют Тилли, Стемеца и Рено. Паразит вновь нападает на Тилли и обволакивает её руку. Пытаясь найти способ общаться с паразитом, Стемец просверливает Тилли дырку в виске, куда Рено помещает корковый имплант. Паразит отказывается отпускать Тилли утверждая, что споровый двигатель «Дискавери» разрушает его родную экосистему. Впоследствии, паразит похищает Тилли и забирает её в мицелиевую сеть. |            |                                                      |                    | |                               |
| 20 | 5          | «Святые несовершенства» «Saints of Imperfection»     | Дэвид Барретт      | Кирстен Бейер                                                                                         | 14 февраля 2019               |
| Стемец отслеживает Тилли в мицелиевой сети и предлагает совершить частичный скачок, чтобы позволить ему и Бёрнэм найти и вернуть Тилли. Тем временем, «Дискавери» догоняет челнок Спока, но там оказывается лишь Джорджиу. Она объясняет, что Секция 31 тоже разыскивает Спока. Она отправляется обратно на свой корабль, а взамен ей Леланд — глава Секции 31 и старый знакомый Пайка — присылает Тайлера в качестве связного между «Дискавери» и Секцией 31. Мэй объясняет Тилли, что её народ — споры — уничтожает какое-то чудовище, появившееся вскоре после того, как «Дискавери» начал совершать прыжки. Тилли, Мэй, Бёрнэм и Стемец обнаруживают, что «чудовищем» является доктор Калберт, каким-то образом возродившийся в мицеливой сети. Так как споры естественным образом поедают любое нормальное вещество, то Калберт покрыл своё тело ядовитой для спор корой дерева. С помощью корабля Секции 31, «Дискавери» удаётся удерживать своё положение, несмотря на то, что споры разъедают обшивку корабля. Поняв, что Калберт не может пройти через барьер между мицелиевым и нормальным пространствами, Тилли придумывает воспользоваться коконом Мэй, чтобы воссоздать тело Калберта на корабле с помощью его ДНК. Это удаётся. Адмирал Корнуэлл объясняет, что сигналы оставляют за собой всплеск тахионов и приказывает Пайку и Леланду работать вместе, чтобы найти Спока и разобраться с сигналами. Джорджиу пытается убедить Бёрнэм, что не желает её брату зла, однако Бёрнэм плохо верится бывшему императору. |            |                                                      |                    | |                               |
| 21 | 6          | «Звуки грома» «The Sounds of Thunder»                | Дуглас Аарниокоски | Бо Юн Ким и Эрика Липпольдт                                                                           | 21 февраля 2019               |
| Очередной сигнал приводит «Дискавери» к Каминару — родному миру Сару. Сару и Бёрнэм телепортируются в деревню Сару и встречают его сестру Сиранну, которая стала жрицей после того, как ба'улы забрали их отца. Вскоре ба'улы узнают об их присутствии, вынуждая их телепортироваться обратно на корабль. Ба'улы требуют, чтобы Пайк выдал им Сару, и их сторожевые корабли окружают «Дискавери». Сару добровольно телепортируется на планету, где его и Сиранну забирают ба'улы в свою цитадель. Тилли и Айриам проводят поиск в информации, полученной от сферы, и узнают, что когда-то келпиане были доминирующим видом на планете и почти истребили ба'улов. С тех пор, ба'улы уничтожают любого келпианина, который проходит «вахараи», так как впоследствии они теряют страх и становятся опасными. Экипаж использует технологию ба'улов, чтобы спровоцировать «вахараи» у всех келпиан, однако ба'улы решают истребить всю расу. Прежде чем экипаж может что-либо поделать, появляется красный ангел и отключает технологии ба'улов. Сиранна клянётся установить новое равновесие между келпианами и ба'улами. С помощью своего развитого зрения, Сару удаётся разобрать, что красный ангел представляет собой гуманоида в сверхразвитом скафандре. |            |                                                      |                    | |                               |
| 22 | 7          | «Свет и тени» «Light and Shadows»                    | Марта Каннингэм    | Сюжет: Тед Салливан и Вон Уилмотт Телесценарий: Тед Салливан                                          | 28 февраля 2019               |
| «Дискавери» обнаруживает на орбите Каминара временную аномалию. Пайк и Тайлер отправляются поближе на челноке и запускают в неё зонд, однако затем сами попадают внутрь. Стемец использует свой иммунитет к пространственным аномалиям и телепортируется на борт челнока, чтобы вывести его наружу. На челнок нападает ими же запущенный зонд, только он побывал на 500 лет в будущем и вернулся с более развитыми технологиями. Зонд нападает на челнок и пытается загрузить базу данных с «Дискавери». Тилли телепортирует Пайка, Тайлера и Стемеца, которые уничтожают челнок с зондом, однако зонд успевает загрузить в Айриам какой-то вирус. Тем временем, Бёрнэм отправляется на Вулкан, чтобы побеседовать с Амандой и Сареком. Она узнаёт, что Аманда скрывает Спока в пещере, экранирующей его от телепатии Сарека. Спок невменяем, постоянно бормочет белиберду и серию ничего не значащих цифр. Сарек обнаруживает их и убеждает Бёрнэм сдать Спока Секции 31, ибо Леланд пообещал ему, что поможет Споку. Но на корабле Секции 31, Бёрнэм узнаёт от Джорджиу, что Леланд солгал и собирается силой вырвать из мозга Спока знания о красном ангеле, что приведёт к его гибели. Бёрнэм сбегает со Споком и догадывается, что если прочитать цифры, повторяемые Споком, наоборот, то получатся галактические координаты планеты Талос IV. Она направляет челнок туда. |            |                                                      |                    | |                               |
| 23 | 8          | «Если память не изменяет» «If Memory Serves»         | Т.Дж. Скотт        | Дэн Дворкин и Джей Битти                                                                              | 7 марта 2019                  |
| Бёрнэм и Спок прибывают на Талос IV, где Бёрнэм знакомится с Виной и талосианцами. Талосианцы помогают исправить сознание Спока, и он делится своими воспоминаниями о красном ангеле и видении возможного будущего, которое ангел ему показала и в котором будет уничтожена вся разумная жизнь в Галактике. Взамен, Бёрнэм приходится поделиться с ними воспоминанием о том, как она оскорбила Спока в детстве. Стемец пытается продолжить жизнь с Калбертом, однако он не готов возобновить жизнь и устраивает драку с Тайлером. Вина телепатически связывается с Пайком и просит его лететь на Талос IV, хотя планета находится в запретной зоне. «Дискавери» летит в систему Талос, однако за ними по пятам следует корабль Секции 31. Леланд требует, чтобы Пайк отдал Бёрнэм и Спока ему. Они якобы телепортируются на борт корабля Секции 31, однако, затем становится известно, что это всего лишь иллюзия, созданная талосианцами, а сами Бёрнэм и Спок возвращаются на «Дискавери» на челноке. Весь экипаж осознаёт, что их объявят в розыск за нарушение приказа и за путешествие в запретную зону. |            |                                                      |                    | |                               |
| 24 | 9          | «Проект «Дедал»» «Project Daedalus»                  | Джонатан Фрейкс    | Мишель Парадайз                                                                                       | 14 марта 2019                 |
| На борт «Дискавери» прибывает адмирал Корнуэлл. Проведя допрос Спока, она убеждается, что он по крайней мере считает, что невиновен, несмотря на достоверную видеозапись того, как он убивает трёх людей. Становится известно, что Айриам раньше была человеком, но потерпела крушение на челноке вместе с мужем. Муж погиб, а Айриам только выжила потому, что её сделали киборгом. Бёрнэм и Спок пытаются разобраться, почему красный ангел выбрала именно его, но всё заканчивается ссорой. Адмирал направляет корабль к штаб-квартире Секции 31 на космической станции, окружённой минным полем. Корабль получает повреждения от мин, но подходит близко к станции. Корнуэлл считает, что адмирал П'Тар является экстремисткой и желает передать все узды управления Звёздные флотом в руки искусственного интеллекта Секции 31 под названием «Контроль». Бёрнэм, Айриам и Нан телепортируются на борт станции и узнают, что весь персонал станции, включая четырёх адмиралов Секции 31, среди которых и П'Тар, были убиты две недели назад. С помощью своего развитого зрения, Сару определяет, что все передачи от «адмирала П'Тар» и видеозапись убийств, якобы совершённых Споком, были сфальсифицированы «Контролем». Под воздействием ИИ из будущего, Айриам нападает на Бёрнэм и Нан и желает загрузить все знания, накопленные «сферой» об искусственных интеллектах Галактики, «Контролю». Таким образом, «Контроль» сможет стать полноценным интеллектом и начать истребление разумной жизни. Тилли удаётся достучаться до Айриам, но она не может сопротивляться действиям собственных имплантатов и умоляет Бёрнэм выбросить её в космос, а также упоминает какой-то проект «Дедал». Нан открывает внешний люк, и Айриам вылетает в космос, просматривая видеозапись воспоминания отпуска с мужем перед смертью. |            |                                                      |                    | |                               |
| 25 | 10         | «Красный ангел» «The Red Angel»                      | Ханель Кулпеппер   | Крис Сильвестри и Энтони Маранвилль                                                                   | 21 марта 2019                 |
| Готовя тело Айриам к похоронам, Тилли очищает её системы от вируса «Контроля». То же самое делают корабли Секции 31. Во время этого, Тилли обнаруживает результат бионейронного сканирования красного ангела в программном коде Айриам, который идентичен Бёрнэм. Леланд раскрывает, что Секция 31 построила костюм красного ангела двадцать лет назад, пытаясь опередить клингонов во временной гонке. Родители Бёрнэм участвовали в проекте и погибли в результате небрежности Леланда. Спок наконец принимает извинения сестры. Экипажи «Дискавери» и «NCIA-93» (корабля Леланда) собираются использовать Бёрнэм в качестве приманки, надеясь заманить красного ангела в ловушку. Они отправляются на планету Эссоф-4, атмосфера которой предоставляет достаточно энергии, чтобы питать ловушку. Бёрнэм выходит в нежизнеспособную атмосферу без скафандра и на мгновение умирает. Появляется красный ангел. Корабль Леланда закрывает временную червоточину, через которую прошёл красный ангел, чтобы не позволить «Контролю» проследовать за ней, однако «Контроль», который всё ещё управляет кораблём, вставляет ему в глаз иглу. Красный ангел возвращает Бёрнэм к жизни, после чего Стемец активирует ловушку. Скафандр красного ангела раскрывается, и Бёрнэм узнаёт свою мать. |            |                                                      |                    | |                               |
| 26 | 11         | «Бесконечная вечность» «Perpetual Infinity»          | Майя Врвило        | Алан МакЭлрой и Брэндон Шульц                                                                         | 28 марта 2019                 |
| Двадцать лет назад, на лабораторию четы Бёрнэм напали клингоны. Мать Майкл надела костюм, чтобы вернуться на час назад и предупредить семью, однако прыжок забросил её на 950 лет в будущее, где она обнаружила безжизненную Галактику. Привязав себя к необитаемой, но пригодной для жизни планете, доктор Бёрнэм совершила более 840 скачков в прошлое, пытаясь изменить историю, а также переместила группу людей с Земли на свою планету — Террализий. Именно она поставила живую сферу на пути «Дискавери» в надежде, что «Контроль» не заполучит эту информацию. В настоящем, Майкл пересматривает записи матери. Экипаж решает загрузить все данные со сферы в костюм и отправить его на бесконечное путешествие в будущее, чтобы информация не досталась «Контролю». Стемец хочет попробовать вернуть доктора Бёрнэм в настоящее с помощью тёмной материи. Тем временем, «Контроль» превратил Леланда в киборга и использует его, чтобы перехватить загрузку данных. Когда его раскусывает Джорджиу и Тайлер, Леланд ранит Тайлера, который успевает предупредить «Дискавери», и телепортируется на планету, чтобы завершить перехват. Экипажу приходится прервать передачу и вернуть доктора Бёрнэм в будущее, однако Леланд успевает повредить костюм. Леланд телепортируется на свой корабль и улетает. «Дискавери» подбирает спасательную капсулу с раненным Тайлером. |            |                                                      |                    | |                               |
| 27 | 12         | «Через долину теней» «Through the Valley of Shadows» | Дуглас Аарниокоски | Бо Юн Ким и Эрика Липпольдт                                                                           | 4 апреля 2019                 |
| Появляется новый сигнал над планетой Борет, где находится клингонский монастырь. Монахи охраняют кристаллы времени. Тайлер и Л'Релл оставили своего сына на попечение монахов. Пайк отправляется в монастырь, чтоб раздобыть кристалл. Там он встречает Тенавика — уже взрослого сына Тайлера и Л'Релл. Тенавик объясняет, что кристаллы влияют на течение времени в монастыре, и что если Пайк возьмёт один из них, то не сможет изменить то будущее, которое он ему покажет. Пайк видит, как получает огромную дозу радиации и становится инвалидом, однако всё равно решает забрать кристалл. Тем временем, Бёрнэм и Спок отправляются на челноке на поиски корабля Секции 31, который не вышел на связь. Они обнаруживают, что «Контроль» выбросил весь экипаж за борт. В живых остался только Камран Гант, который служил с Бёрнэм на «Шэньчжоу». Втроём они отправляются на борт корабля, однако, узнают, что Гант — реанимированный труп, управляемый «Контролем». Он пытается киборгизировать и Бёрнэм, однако Бёрнэм и Спок останавливают его. Они возвращаются на «Дискавери», однако приближается весь флот Секции 31. Пайк решает эвакуировать весь экипаж на «Энтерпрайз» и уничтожить «Дискавери», чтобы информация сферы не досталась «Контролю». |            |                                                      |                    | |                               |
| 2829 | 1314       | «Такая сладкая печаль» «Such Sweet Sorrow»           | Олатунде Осунсанми | Мишель Парадайз, Дженни Люмет и Алекс Куртцман                                                        | 11 апреля 2019 18 апреля 2019 |
| Часть 1: Экипаж «Дискавери» эвакуируется на «Энтерпрайз». Они пытаются инициировать самоуничтожение «Дискавери», однако информация со сферы не позволяет им уничтожить корабль и даже поднимает щиты, чтобы защитить корабль от торпед. Бёрнэм предлагает создать копию костюма её матери для неё и повести «Дискавери» в будущее, где данные не достанутся «Контролю». Пайк соглашается и вновь принимает командование «Энтерпрайзом», собираясь отвлечь «Контроль». Появляется новый сигнал, ведущий оба корабля к планете Ксахея, где Тилли вновь встречается с королевой Ме Хани Ика Хали Ка По. Будучи гениальным инженером, По помогает Стемецу, Тилли и Рено подготовить костюм и кристалл времени к путешествию. Некоторые члены экипажа и Джорджиу решают остаться на корабле и отправиться в будущее с Бёрнэм. Пайк возвращает капитанское кресло «Дискавери» Сару. Прибывает флот Секции 31, и экипажи обоих кораблей готовятся принять бой. Часть 2: Дискавери», «Энтерпрайз», а также более 200 модифицированных челноков и капсул сражаются с полчищами кораблей и дронов «Контроля». Тайлер отправляется за помощью и приводит клингонский флот во главе с Л'Релл. Также прибывает Сиранна с ба'ульскими истребителями, пилотируемыми келпианцами, получив прощальное сообщение от Сару. Стемец получает серьёзные увечья, и его лечит Кальбер, осознавший, что не мыслит жизни без него. Вражеская торпеда врезается в «Энтерпрайз». Адмирал Корнуэлл жертвует собой, закрыв переборку изнутри, тем самым, предотвращая гибель корабля. «Контроль»-Леланд телепортируется на борт «Дискавери» и пытается получить доступ к данным сферы. Джорджиу удаётся заманить его в споровую камеру и магнетизировать пол, тем самым, нейтрализуя врага. Потеряв управление, флот Секции 31 быстро гибнет. В костюме, Бёрнэм отправляется в прошлое и устанавливает те пять сигналов, которые привели их к этому мгновению. Затем она устанавливает шестой в будущем на орбите Терализиума, который является ориентиром для «Дискавери». Она обещает Споку, что пошлёт седьмой сигнал в прошлое как индикатор, что они добрались. Впоследствии, экипаж «Энтерпрайза» сообщает Звёздному флоту, что «Дискавери» погиб в бою, после чего командование флота засекречивает все данные о корабле и споровом двигателе, чтобы не позволить ситуации повториться. Тайлер становится главой Секции 31. Несколько месяцев спустя, «Энтерпрайз» засекает седьмой сигнал и отправляется в новое путешествие. |            |                                                      |                    | |                               |

### Сезон 3 (2020–2021)
| № общий | № в сезоне | Название                                                | Режиссёр            | Автор сценария | Дата премьеры                   |
| --- | ---------- | ------------------------------------------------------- | ------------------- | --- | ------------------------------- |
| 30 | 1          | «Последняя надежда, Часть 1» «That Hope Is You, Part 1» | Олатунде Осунсанми  | Мишель Парадайз, Дженни Люмет и Алекс Куртцман | 15 октября 2020                 |
| Бёрнэм прибывает в 3188 г. и тут же сталкивается с кораблём курьера по имени Бук. Корабль и Бёрнэм терпят крушение на ближайшей планете под названием Хима. Видя, что червоточина закрывается, Бёрнэм отправляет костюм создать седьмой сигнал, а затем самоуничтожиться. Затем она находит Бука, который объясняет ей, что более ста лет назад случилась катастрофа галактических масштабов, в ходе которой взорвалась большая часть дилития. Всеобщий коллапс захлестнул системы, и Федерация распалась. Желая найти «Дискавери», Бёрнэм убеждает Бука отвести её в город на планете, где находится аукцион и оборудование связи. Она надеется обменять свой «антиквариат» — устройства XXIII в. — на местные деньги. Бук её обманывает и крадёт её имущество, а сама Бёрнэм попадает в руки местных сил безопасности. Впоследствии, обоим приходится действовать сообща и бежать от погони, однако их догоняют у корабля Бука. Он выпускает на волю опасное животное, которое съедает врагов и Бёрнэм, правда Буку удаётся убедить зверя выплюнуть её обратно. Они отправляются в Убежище, где Бук и его товарищи свозят вымирающие виды, на которые ведётся охота. Бук затем везёт Бёрнэм на заброшенную станцию Звёздного флота, где несёт вахту один-единственный человек по имени Адитья Сахил, унаследовавший пост от отца, а он — от своего отца. Он сканирует ближайший сектор, но не находит «Дискавери». Бёрнэм, Сахил и Бук решают искать оставшиеся оплоты Федерации, чтобы вернуть Галактике надежду. |            |                                                         |                     | |                                 |
| 31 | 2          | «Вдали от дома» «Far From Home»                         | Олатунде Осунсанми  | Мишель Парадайз, Дженни Люмет и Алекс Куртцма | 22 октября 2020                 |
| «Дискавери» падает на планету и совершает экстренную посадку на леднике. Корабль повреждён, и многие члены экипажа ранены, включая Детмер. Сару решает отремонтировать корабль, прежде чем исследовать планету, однако им необходимы некоторые ресурсы для ремонта. Сару и Тилли отправляются к посёлку неподалёку и обнаруживают группу шахтёров, которых эксплуатирует курьер по имени Заре. Шахтёры используют программируемую материю, чтобы помочь «Дискавери» взамен на некоторое количество дилития, что позволит им покинуть планету и бежать от Заре. Однако прилетает Заре и убивает одного из шахтёров, требуя весь дилитий с корабля. Приходит Джорджиу и побеждает людей Заре. Сару, Тилли и Джорджиу возвращаются на корабль, однако паразитический лёд уже почти полностью покрыл обшивку. Корабль пытается взлететь, но тщетно. Появляется Бёрнэм на корабле Бука и помогает поднять «Дискавери» тяговым лучом. |            |                                                         |                     | |                                 |
| 32 | 3          | «Люди Земли» «People of Earth»                          | Джонатан Фрейкс     | Бо Юн Ким и Эрика Липпольдт | 29 октября 2020                 |
| После того, как Сахил не сумел обнаружить «Дискавери» в 3188 г., Бёрнэм становится курьером, работает с Буком и занимается поисками информации о Федерации. Она обнаруживает сообщение от адмирала Сенны Тал с Земли, однако у неё не хватает дилития, чтобы туда добраться. Спустя год, «Дискавери» прибывает в будущее, и Бёрнэм их обнаруживает и спасает. Сару становится полноправным капитаном, а запасы дилития хранятся на борту невидимого корабля Бука для безопасности. С помощью спорового двигателя, «Дискавери» совершает скачок к Земле, однако становится известно, что Земля уже не является частью Федерации. Появляются следователи из Сил обороны Объединённой Земли и проводят инспекцию корабля. Они также объясняют, что Тал мёртв. На них нападают дилитиевые бандиты, которых земляне собираются уничтожить, пока Бёрнэм и Бук не обманывают бандитов и не выкрадывают их предводителя Уэна. Уэн оказывается человеком с колонии на Титане и грабит земные корабли, так как колония больше не способна прокормить себя. Сару предлагает Уэну и земному капитану Ндойе начать переговоры. Следователь-подросток по имени Адира сообщает, что является носителем трилла-симбионта Тала, имеет доступ к его воспоминаниям и желает отправиться с «Дискавери». Бёрнэм прощается с Буком и принимает предложение Сару стать его старпомом. |            |                                                         |                     | |                                 |
| 33 | 4          | «Не забудь» «Forget Me No»                              | Ханель М. Кулпеппер | Алан МакЭлрой, Крис Сильвестри и Энтони Маранвилль | 5 ноября 2020                   |
| Адира не помнит, как стала носителем симбионта Тала и не имеет доступ к воспоминаниям предыдущих носителей. «Дискавери» отправляется на Трилл в надежде, что триллы помогут Адире. Триллы тоже уже не являются частью Федерации, однако с радостью принимают новость о возвращении симбионта. К сожалению, они отказываются помогать Адире, когда узнают, что она — не трилл. Группа триллов пытается силой извлечь симбионт из тела Адиры, несмотря на то, что это убьёт носителя, но Бёрнэм удаётся их остановить. Хранитель Кси проводит их в священные пещеры Мак'ала, и Адира погружается в бассейн. Она исчезает, и Бёрнэм отправляется за ней, очутившись в её разуме. Она помогает Адире воссоединиться с симбионтом и вспомнить всё. Оказывается, после гибели адмирала Сенны Тала, симбионт перешёл к подростку Грею — парню Адиры. Но вскоре после этого, Грей смертельно ранен, и у Адиры не осталось выбора, кроме как самой принять симбионта, хотя она — землянка. Адира наконец получает доступ к воспоминаниям всех предыдущих симбионтов и называет своё новое имя — Адира Тал. Триллы предлагают ей остаться, однако она решает продолжать путешествовать на «Дискавери». Триллы говорят Бёрнэм, что возможно возобновят своё членство в Федерации, если она вернётся в их края. Адира передаёт Бёрнэм координаты штаб-квартиры Звёздного флота и общается с видением Грея. Тем временем, экипаж корабля сидит на нервах. Сару и Калбер пытаются найти способ сплотить их. В этом Сару помогает компьютер корабля при содействии данных Сферы. Сару устраивает кинотеатр для экипажа и предполагает, что Сфера желает спасти экипаж. |            |                                                         |                     | |                                 |
| 34 | 5          | «Любой ценой» «Die Trying»                              | Майя Врвило         | Сюжет: Джеймс Дафф и Шон Кохрэн Телесценарий: Шон Кохрэн                                                                                                 | 12 ноября 2020                  |
| «Дискавери» прибывает в штаб-квартиру Звёздного флота. Главнокомандующий Чарльз Вэнс просит Сару, Бёрнэм и Адиру транспортироваться на базу. Адиру уводят на медобследование. Вэнс сообщает Сару и Бёрнэм, что их экипаж будет допрошен и переведён на другие корабли, пока инженеры изучают их корабль. В надежде заслужить доверие Звёздного флота, Сару соглашается. Джорджиу узнаёт о том, что её империя пала и что её родная вселенная больше недоступна. Бёрнэм узнаёт, что Звёздный флот пытается справиться с заражением и предлагает помочь добраться до семенохранилища на борту корабля «Тихов». Вэнс даёт добро, однако требует, чтобы Сару остался на базе, и чтобы трое его подчинённых отправились с «Дискавери». Обнаружив «Тихов», они узнают, что нынешними хранителями семенохранилища является семья барзан — представителей родного народа Нан. Однако только отец семейства остался жив после коронального выброса массы, так как во время удара транспортировался внутри хранилища. Всё это время он пытался спасти жену и дочерей с помощью семян, отказываясь смириться с тем, что их уже не вернуть. Бёрнэм убеждает его разблокировать доступ в хранилище, однако он отказывается покидать корабль и пройти курс лечения. Понимая, что он умрёт за считанные дни, Нан решает остаться на борту «Тихова» и вернуться с кораблём на Барзан, чтобы похоронить соплеменников и увидеть родной мир. «Дискавери» возвращается в штаб-квартиру с необходимыми семенами, из которых синтезируется противоядие. Вэнс соглашается оставить экипаж «Дискавери» в покое, но только если они согласны подчиняться его приказам. |            |                                                         |                     | |                                 |
| 35 | 6          | «Утильщики» «Scavengers»                                | Даг Аарниокоски     | Энн Кофель Сондерс | 19 ноября 2020                  |
| «Дискавери» проходит модернизацию, получая технологии XXXII в., включая программируемую материю. Адмирал Вэнс рассылает корабли флота на различные задания по пространству Федерации, однако оставляет «Дискавери» на базе в качестве группы быстрого реагирования. Прибывает корабль Бука с сообщением трёхнедельной давности о находке — чёрном ящике с корабля Звёздного флота, уничтоженного во время Выгорания. Бёрнэм считает, что сможет отследить точку происхождения Выгорания с помощью чёрных ящиков. Сару приказывает ей остаться на «Дискавери». Бёрнэм нарушает приказ и отправляется с Джорджиу на корабле Бука на его поиски. На мусорной планете Хунхау, Джорджиу притворяется покупателем редких корабельных деталей, а Бёрнэм занимается поисками Бука. Обнаружив его, они устраивают побег заключённых, спасая Бука. Бук отдаёт Бёрнэм чёрный ящик. По возвращении, Бёрнэм получает выговор от Вэнса за нарушение приказа, однако оставляет наказание за Сару. Скрепя сердце, Сару снимает её с поста старпома. Бёрнэм говорит ему, что он поступает правильно. Тем временем, Стемец сближается с Адирой и верит, когда она признаётся, что видит своего покойного парня. |            |                                                         |                     | |                                 |
| 36 | 7          | «Объединение, Часть 3» «Unification III»                | Джон Дудковски      | Кирстен Бейер | 26 ноября 2020                  |
| После изучения трёх чёрных ящиков, Бёрнэм считает, что может найти источник Выгорания, однако ей нужно больше информации. Она просит у Вэнса доступ к проекту SB-19, который должен был создать альтернативу варп-двигателю. Вэнс объясняет, что проект принадлежал народу планеты Ни'Вар, раннее известной как Вулкан. Вулканцы и ромулане объединились благодаря усилиям Спока. Ни'варцы считают, что Выгорание было вызвано SB-19 и отказываются передавать информацию о проекте Федерации, из состава которой они вышли столетие назад. Вэнс считает, что Бёрнэм может переубедить их, будучи сестрой их кумира. На орбите Ни'Вара, Бёрнэм требует начало «Т'Кал-ин-кета» — вулканской процедуры, в которой учёные Ни'Вара проверяют верность её гипотезы насчёт Выгорания. В этом ей помогает её мать, которая в конце концов оказалась на Ни'Варе после возвращения в будущее и вступила в ромуланский монашеский орден Коват Милат. Она вынуждает дочь признать собственные намерения и неуверенность в своей судьбе. Бёрнэм решает отказаться от проверки и обещает передать ни'варцам свои находки. Президент Ни'Вара всё же решает отдать Бёрнэм нужную ей информацию. Тем временем, Сару просит Тилли стать его временным старпомом, в чём ей поддерживают все офицеры корабля. Бёрнэм решает остаться на «Дискавери». |            |                                                         |                     | |                                 |
| 37 | 8          | «Заповедник» «The Sanctuary»                            | Джонатан Фрейкс     | Кеннет Лин и Брэндон А. Шульц | 3 декабря 2020                  |
| Бук получает сигнал от своего брата Кихима на своей родной планете Кведзиан, где он не был уже 15 лет. Бук объясняет, что орионско-андорианский синдикат Изумрудная цепь уже давно использует население планеты для своих целей. Адмирал Вэнс согласен позволить «Дискавери» отправиться на Кведзиан, но строжайше запрещает Сару подвергать корабль опасности или вмешиваться в дела планеты или Цепи. По прибытии на орбиту, Бук и Бёрнэм спускаются на поверхность и встречаются с Кихимом, который зол на брата за то, что он бросил семью. Оказывается, урожаю кведзианцев угрожает морская саранча, которую они не могут прогнать даже с помощью своих эмпатических способностей. Единственным спасением было средство, предоставляемое Цепью, чтобы прогонять саранчу. На орбиту планеты прибывает орионка Осира — предводитель Изумрудной цепи — на своём флагмане «Виридиане». Она требует, чтобы Сару отдал ей андорианина Рина, которого Бёрнэм вызволила с каторги вместе с Буком. Она также связывается с Кихимом и хочет, чтобы он отдал ей Бука, надеясь, что это вынудит Рина сдаться добровольно. Чтобы подстегнуть его, ей крейсер начинает бомбить планету с орбиты чтобы уничтожить систему обороны, маскирующую местоположение людей на планете. Бук и Бёрнэм бегут ремонтировать узел системы обороны, но им путь преграждает Кихим, который однако не может выдать брата. Рин предлагает рассказать Сару слабые места флагмана Осиры, однако Сару не желает нарушать приказ адмирала, поэтому посылает Детмер и Рина атаковать крейсер на корабле Бука. Детмер справляется с ПТСР и наносит существенные повреждения «Виридиану», вынуждая Осиру отступить, однако она угрожает Федерации расправой. Бёрнэм использует системы «Дискавери», чтобы усилить эмпатический сигнал Бука и Кихима, что позволяет им прогнать саранчу и спасти урожай. Братья мирятся, и Бук решает остаться на «Дискавери», чтобы помочь другим планетам, как экипаж корабля только что помог Кведзиану. Рин рассказывает Тилли, что Осира хочет вернуть его потому, что ему известна ужасная тайна: запасы дилития Изумрудной цепи уже почти истощились. Тем временем, Калбер проводит тщательный медосмотр Джорджиу, пытаясь узнать, что с ней не так. Молекулярное сканирование раскрывает, что она умирает. Адира признаётся Стемецу, что является гендерквиром и просит не называть её «он» или «она». Стемец, Адира и Тилли обнаруживают источник Выгорания, откуда идёт сигнал, напоминающий мелодию, знакомую многим из этой эпохи. Однако отфильтровав сигнал, они узнают, что это сигнал бедствия Федерации. |            |                                                         |                     | |                                 |
| 3839 | 910        | «Терра Фирма» «Terra Firma»                             | Омар Мадха          | Сюжет:Бо Юн Ким, Эрика Липпольдт и Алан МакЭлрой Телесценарий:Алан МакЭлрой Сюжет:Бо Юн Ким, Эрика Липпольдт и Алан МакЭлрой Телесценарий:Калинда Васкез | 10 декабря 2020 17 декабря 2020 |
| Часть 1: Доктор Калбер отправляется к Ковичу за помощью для Джорджиу. Кович объясняет, что её состояние — результат смещения существа из другой вселенной во времени, тем более, что расстояние между двумя вселенными увеличилось за прошедшие столетия. Он демонстрирует пример офицера Звёздного флота из хронологии «Кельвина», которого постигла та же участь. Загрузив базы данных Звёздного флота, компьютер «Дискавери» использует информацию Сферы, чтобы выдать местоположение планеты, на которой может находиться лекарство для Джорджиу. Несмотря на угрозу со стороны Изумрудной цепи, адмирал Вэнс позволяет «Дискавери» отправиться на планету. Бёрнэм и Джорджиу телепортируются на поверхность и поначалу не обнаруживают ничего. Однако затем из ниоткуда появляется загадочное существо по имени Карл, которому известно всё о Джорджиу и который предлагает ей войти в дверь. Джорджиу ступает в двери — и обнаруживает себя в родной вселенной, на борту «Дискавери», в день ввода в строй имперского флагмана «Харон» и предательства Лорки и Бёрнэм. Джорджиу решает изменить ход истории. Она спасает двойника Сару от расправы и делает его своим слугой и шпионом. Он сообщает, что её дочь ценит силу превыше всего. Во время церемонии, Джорджиу даёт речь. Стемец пытается её убить, но император убивает его на глазах у всех. Она и капитан Тилли затем задерживают Бёрнэм, которая сознаётся в предательстве. Джорджиу отказывается казнить её и отправляет её в камеру пыток. Тем временем, Адира декодирует сигнал бедствия, которым оказывается видео сообщение от учёной-келпианки, чей корабль потерпел крушение в туманности и который продолжает передавать сигнал уже более ста лет. Часть 2: В зеркальной вселенной, Тилли неделями подвергает Бёрнэм пыткам, пока она наконец не присягает на верность Джорджиу и не соглашается истребить всех сообщников Лорки. Джорджиу вводит реформы в империю, смягчая железный кулак, а также раскрывает рабу Сару правду о «ва'хараи». Затем Бёрнэм ведёт «Дискавери» на Райзу, где якобы находится Лорка, однако там находится только один из его помощников, который раскрывает, что Лорка убедил клингонов и ромулан вступить в союз против Джорджиу. Бёрнэм пытается убить Джорджиу раскрывая, что всё это время притворялась. Однако и Джорджиу до конца ей не поверила. Врываются её люди, включая вооружённого Сару, и убивают сообщников Бёрнэм, пока император сражается с дочерью. Джорджиу пронзает Бёрнэм мечом, но сама получает удар в шею и истекает кровью на руках у Сару. Затем она пробуждается на руках у Бёрнэм в основной вселенной, где прошло всего пару минут. Однако согласно датчику на руке, она действительно пробыла где-то три месяца. Карл признаётся, что является Стражем вечности — древним разумным пространственно-временным порталом. Он предлагает помочь Джорджиу, вернув её в прошлое. Джорджиу прощается с Бёрнэм и ступает через портал. Тем временем, Стемец и Адира пытаются скачать информацию с келпиенского корабля в туманности. Бук помогает им, воспользовавшись технологией Изумрудной цепи. Адмирал Вэнс не рад такому обороту и требует впредь держать его в курсе. Сару и Бёрнэм решают объявить Джорджиу мёртвой, и экипаж устраивает поминки. |            |                                                         |                     | |                                 |
| 40 | 11         | «Су'Кол» «Su'Kal»                                       | Норма Бэйли         | Энн Кофель Сондерс | 24 декабря 2020                 |
| Экипаж узнаёт, что на борту келпиенского корабля всё ещё есть кто-то живой. Сару предполагает, что это ребёнок одного из учёных. Адмирал Вэнс сообщает, что Изумрудная цепь приближается к Каминару с целью выманить Сару и «Дискавери» и заполучить споровый двигатель. Корабль прыгает к радиоактивной Верубиновой туманности, в глубине которой обнаруживается планета, по большей части состоящей из дилития. Сару, Бёрнэм и Калверт телепортируются на келпиенский корабль и обнаруживают себя в сложной голографической симуляции, созданной покойной матерью Су'Кола, чтобы опекать и воспитывать её сына. Из-за рождения и существования в туманности и на планете из дилития, Су'Кол обладает иммунитетом к радиации и способен вызывать разрушительные волны при сильном волнении. Становится известно, что именно это и стало причиной Выгорания. К туманности прибывает «Виридиан», и Осира требует, чтобы Тилли, которую Сару оставил за главного, сдала ей «Дискавери». Тилли отказывается, однако на борт телепортируются боевики Цепи и захватывают корабль. Бук (с Адирой в качестве зайца) берёт свой корабль и летит в туманность, чтобы забрать остальных. Бёрнэм улетает с ним, однако Сару, Калбер и Адира остаются с Су'Колом несмотря на риск от радиации. Осира вынуждает «Дискавери» совершить споровый прыжок. |            |                                                         |                     | |                                 |
| 41 | 12         | «There Is a Tide…»                                      | Джонатан Фрейкс     | Кеннет Лин | 31 декабря 2020                 |
| Осира делает вид, что «Виридиан» преследует «Дискавери» и глушит связь, чтобы обманом вынудить Звёздный флот впустить корабль внутрь щита, окружающего штаб-квартиру Федерации. Вэнс впускает корабль, но затем догадывается, кто на борту, и приказывает окружить корабль. Бук и Бёрнэм используют опасную трансварповую сеть и успевают попасть на борт «Дискавери» до входа корабля за барьер щита. Заре, работающий на Осиру, берёт Бука в плен, однако Бёрнэм удаётся скрыться. Учёный по имени Авреллио пытается разобраться в технологии спорового двигателя. Осира просит аудиенции у Вэнса и предлагает ему мирный договор между Федерацией и Изумрудной цепью, соглашаясь отменить рабство в Цепи и прекратить вмешиваться в доварповые культуры. Вэнс не против, но он настаивает, что Осира обязана пойти под суд за свои преступления. Осира отказывается и возвращается на «Дискавери». Команда мостика сбегает из-под стражи с помощью Бука и Рина, которые прикрывают их отступление, но сами попадают в плен. Бёрнэм вызволяет Стемеца и выбрасывает его за борт, чтобы его подобрал Звёздный флот. Осира требует, чтобы Рин отремонтировал внутренние датчики, которые он взломал. Он отказывается, а Бук предлагает дать Осире местонахождение дилитиевой планеты внутри туманности, если она отпустит экипаж. Осира убивает Рина и решает выпытать информацию у Бука. Сбежавшие пленники решают вернуть корабль любой ценой, и помочь им в этом вызываются ремонтные дроиды, в которые переселилась информация со Сферы. |            |                                                         |                     | |                                 |
| 42 | 13         | «Последняя надежда, Часть 2» «That Hope Is You, Part 2» | Олатунде Осунсанми  | Мишель Парадайз | 7 января 2021                   |
| Осира приказывает заблокировать экипаж «Дискавери» на нижних палубах и отключить воздух. Вэнс приказывает уничтожить «Дискавери», тогда как «Виридиан» пробивает брешь в щите вокруг штаб-квартиры. Внезапно появляется флот Ни'Вара, откликнувшись на призыв Бёрнэм. Бёрнэм, попав в плен к Цепи, убеждает Вэнса отпустить их, однако флоты Федерации и Ни'Вара продолжают преследовать «Дискавери» и «Виридиан». Тем временем, Сару и Калбер встречаются с Алиной и Греем, который видим благодаря голограммам. Они узнают, что всплеск эмоций Су'Кола нарушил целостность корабля, и эта иллюзорная реальность начинает рушиться. Сару убеждает его войти в двери, которых он опасался. Су'Кол отключает голограмму и проигрывает запись столетней давности, во время которой он, ещё будучи ребёнком, стал свидетелем смерти матери от радиации. Из-за его дилитиевой мутации, его крик разнёсся по подпространству и вызвал Выгорание. Су'Кал догадывается, что всё это — его вина, но Сару убеждает его покинуть планету. На борту «Дискавери», Бёрнэм и Бук сбегают и продолжают вести боевые действия. Бёрнэм связывается с Тилли и советует ей взорвать одну из варп-гондол, чтобы выбросить корабль из варпа. Из-за нехватки воздуха, до гондолы добирается только Овосекун. Один из дроидов детонирует взрывчатку и вытаскивает Овосекун в безопасное место. Корабль выпадает из варпа, и Осира приказывает своему флагману взять «Дискавери» на борт. Бёрнэм добирается до компьютерного ядра, но там её поджидает Осира, а Бук сражается с Заре. Оба убивают своих противников, Бёрнэм перезапускает компьютер и берёт командование, телепортируя всех захватчиков с корабля. Чтобы выбраться из трюма «Виридиана», она предлагает выбросить варп-ядро за борт и взорвать его. Авреллио предлагает Буку использовать свою эмпатию, чтобы пилотировать корабль во время спорового прыжка. Это срабатывает. Флагман Цепи уничтожен, а «Дискавери» спасает Сару и остальных из туманности. С гибелью Осиры, Изумрудная цепь распадается. Звёздный флот начинает добывать дилитий на планете в туманности и поставлять его мирам. Трилл вступает в Федерацию. Ни'Вар тоже подумывает о возвращении, и многие другие планеты тоже. Сару отправляется с Су'Колом на Каминар и просит Бёрнэм стать капитаном «Дискавери», в чём его поддерживает Вэнс. Экипаж меняет униформы на современные и отправляется на следующее задание. |            |                                                         |                     | |                                 |

### Сезон 4 (2021–2022)
| № общий | № в сезоне | Название                                      | Режиссёр                          | Автор сценария                                 | Дата премьеры   |
| --- | ---------- | --------------------------------------------- | --------------------------------- | ---------------------------------------------- | --------------- |
| 43 | 1          | «Кобаяши Мару» «Kobayashi Maru»               | Олатунде Осунсанми                | Мишель Парадайз, Дженни Люмет и Алекс Куртцман | 11 ноября 2021  |
| Экипаж «Дискавери» присутствует на открытии Академии Звёздного флота и выступлении новоизбранного президента Федерации Лаиры Риллак. Риллак демонстрирует новую верфь имени Арчера и объявляет возобновление исследовательского мандата Звёздного флота. Поступает сигнал бедствия с космической станции, которую сбивает с курса какая-то гравитационная аномалия. «Дискавери» отправляется на помощь вместе с Риллак, которая желает увидеть экипаж «Дискавери» в действии, несмотря на протесты Бёрнэм. Тилли и Адира транспортируются на борт станции с программируемой материей для ремонта систем, однако станция летит прямо на облако Оорта близлежащей системы. Кораблю приходится защитить станцию своим щитом от куском межпланетного льда. Тилли и Адира помогают экипажу станции эвакуироваться. Тем временем, Риллак постоянно оспаривает решения Бёрнэм, включая её решение рискнуть всем кораблём ради нескольких членов экипажа. В результате погибает командир станции и двое членов экипажа «Дискавери». Риллак объясняет, что отправилась с ними чтобы оценить работу Бёрнэм так как ищет капитана для «Вояджера-J», который оборудуют новым экспериментальным двигателем. Несмотря на свои заслуги, Бёрнэм провалила проверку с точки зрения Риллак, ведь капитан не может полагаться только на удачу, и иногда приходится пожертвовать несколькими жизнями ради всех. Тем временем, Сару помогает келпиенам и ба'улам принять решение о возобновлении членства Каминара в Федерации. Су'Кал говорит Сару, что если он хочет вернуться на «Дискавери», то лучше так и поступить, ведь Су'Кал уже не одинок. На Кведзиане, Бук участвует в церемонии взросления племянника. Однако его тревожит поведение птиц. Он решает отправиться на разведку на своём корабле и обнаруживает ту самую гравитационную аномалию, которая сбила с курса станцию. Вернувшись на «Дискавери», он обнаруживает, что аномалия сбила Кведзиан с орбиты и разрушила поверхность планеты. |            |                                               |                                   |                                                |                 |
| 44 | 2          | «Аномалия» «Anomaly»                          | Олатунде Осунсанми                | Энн Кофель Сондерс и Глениз Маллинз            | 25 ноября 2021  |
| «Дискавери» отправляется исследовать гравитационную аномалию вместе с Сару, который возвращается на борт в качестве старпома. Стемец считает, что аномалия представляет собой две чёрные дыры, вращающиеся вокруг общего барицентра. Взаимодействие их гравитационных полей периодически выбрасывает гравитационные волны, одна из которых сбила станцию и уничтожила Кведзиан. Чтобы получить необходимые данные, необходимо полететь внутрь аккреционного диска. «Дискавери» слишком крупный, а зонды недостаточно защищены. Бук вызывается полететь на своём корабле, однако Бёрнэм не уверена стоит ли посылать туда того, кто скорбит по своим близким. Бук говорит, что является лучшим пилотом и всё равно полетит, ведь он ей не подчиняется. Бёрнэм посылает с ним Стемеца, только в виде голограммы, напрямую связанной с ним. Корабль Бука тянет за собой трос из программируемой материи чтобы обеспечить связь и возможность вытащить корабль. Однако затем на «Дискавери» обрушиваются гравитационные волны, подбрасывающие весь экипаж в воздух несколько раз и нарушающие целостность корабля. Им приходится обрезать трос и отойти на безопасную дистанцию. Стемец собирает достаточно данных, однако без троса их невозможно переслать на «Дискавери». Корабль Бука повреждён, а сам Бук сомневается в собственных силах, так как винит себя в гибели брата и племянника. Бёрнэм уговаривает его собраться. Брайс советует Буку подхватить гравитационную волну и таким образом покинуть аккреционный диск будто сёрфингист. Ему это удаётся. Стемец благодарит Бука за то, что он спас его близких с дилитиевой планеты, и обещает разобраться в аномалии ради него. Тилли анализирует информацию и говорит Сару, что она бесполезна, так как аномалия слишком прихотлива и меняет направление без видимой на то причины. Сару осознаёт, что любой мир может быть под угрозой.                                                                                        |            |                                               |                                   |                                                |                 |
| 445 | 3          | «Выбирая жизнь» «Choose to Live»              | Кристофер Дж. Бирн                | Терри Хьюз Бёртон                              | 2 декабря 2020  |
| На звездолёт Федерации «Криденс», который готовится передать дилитий одному из миров, нападают неизвестные и забирают весь груз, убив одного из офицеров. Как выясняется, до этого уже было совершено по крайней мере три подобных грабежа, но в предыдущие разы обходилось без убийств. Данные говорят о том, что нападавшие родом с Ни'Вара и принадлежат к ордену Кавар Милад, к которому в своё время примкнула мать Бёрнэм. Последняя объединяется с дочерью и Тилли в расследовании, которое приводит их в расположенный на одной из лун склеп с телами существ неизвестного вида. Преступники нападают на них и убивают другую сестру ордена, также сопровождавшую команду, но сами погибают в бою. В живых остаётся только предводитель, сестра Джинни, рассказавшая, что эта луна является кораблём арконианцев и что защищает их от расхитителей могил. Для них и был предназначен похищенный дилитий. Бёрнэм и Тилли чинят системы арконианского корабля, и представители этой расы пробуждаются от анабиоза. Стамец, сотрудничающий с Буком и научным институтом Ни'Вара, между тем подозревает, что гравитационная аномалия является зародышем космической червоточины, но не уверен, поскольку не наблюдается последнего из всех характерных признаков. Тогда вулканцы используют слияние разумов на Буке и убеждаются, что последний признак действительно отсутствует, что оставляет теорию Стамеца неподтверждённой. Также Бук вспоминает, что его родные. погибшие с разрушением Кведзиана, всё же любили его и обретает покой. Тем временем доктор Келбер и Адира Тал объединяют усилия с триллами, чтобы перенести сознание Грея в искусственное тело. |            |                                               |                                   |                                                |                 |
| 46 | 4          | «Всё возможно» «All Is Possible»              | Джон Оттман                       | Алан МакЭлрой и Эрик Дж. Роббинс               | 9 декабря 2021  |
| Тилли и Адира Тал принимают заявку Ковача и отправляются в академию Звёздного флота, чтобы научить юных кадетов. выросших в период изоляции из-за Выгорания, навыкам командной работы. Во время учений их атакует гамма-вспышка, в результате которой они падают на негостеприимную луну. Положение осложняется не только смертоносными грозами и хищной фауной вокруг, но и обширными разногласиями между членами группы. Во время пути к точке эвакуации все узнают друг о друге больше и наконец находят общий язык. После их спасения, Ковач предлагает Тилли преподавать в Академии Звёздного флота и девушка, после недолгих размышлений, соглашается. покидая «Дискавери». Тем временем Бёрнэм и Сару подменяют приболевшего Чарльза Вэнса в качестве официальных представителей Звёздного флота на церемонии вступления Ни'Вара в Федерацию. В самый ответственный момент выдвигается неожиданное условие, которое связано с эвакуацией ромулан из их погибшего когда-то родного мира. Капитан «Дискавери» и её старпом теперь должны найти компромисс, чтобы восстановить утерянное доверие. |            |                                               |                                   |                                                |                 |
| 47 | 5          | «Примеры» «The Examples»                      | Ли Роуз                           | Кайл Джарроу                                   | 16 декабря 2021 |
| При изучении гравитационной аномалии та неожиданно исчезает и возникает в миллионах световых лет от прежнего места. Это наталкивает Стамеца и других на мысль, что данное явление имеет искусственное происхождение. Бёрнэм занимается эвакуацией очередного мира, которому теперь аномалия угрожает, и выясняет, что в местной тюрьме, действующей ещё со времён Изумрудной цепи, ещё остались люди. Она берёт Букера и проникает внутрь, чтобы спасти их. На месте оба узнают, что местные заключённые осуждены пожизненно за самые мелкие правонарушения и им нечего терять. И только один из них сидит за убийство. Он просит передать одной из эвакуированных шар с родовым древом, а сам остаётся, чтобы искупить вину, и погибает. Тем временем Сару и Стамец сотрудничают с наглым и грубым учёным по фамилии Тарко, чтобы определить природу аномалии и тех, кто её создал. Они воссоздают на борту корабля устройство, при помощи которого предположительно контролируют это явление. У них возникает проблемы с мощностью и они приходят к выводу, что энергия оригинального прибора сопоставима с таковой у гипергиганта. |            |                                               |                                   |                                                |                 |
| 48 | 6          | «Штормовая погода» «Stormy Weather»           | Джонатан Фрейкс                   | Энн Кофель Сондерс и Брэндон Шульц             | 23 декабря 2021 |
| 49 | 7          | «Чтобы сблизиться» «..But to Connect»         | Ли Роуз                           | Терри Хьюз Бёртон и Карлос Сиско               | 30 декабря 2021 |
| 50 | 8          | «Ва-банк» «All In»                            | Кристофер Дж. Бирн и Джен Макгоун | Шон Кохрэн                                     | 10 февраля 2022 |
| 51 | 9          | «Рубикон» «Rubicon»                           | Энди Армаганян                    | Алан МакЭлрой                                  | 17 февраля 2022 |
| 52 | 10         | «Галактический барьер» «The Galactic Barrier» | Дебора Кампмейер                  | Энн Кофель Сондерс                             | 24 февраля 2022 |
| 53 | 11         | «Розетта» «Rosetta»                           | Джефф Бёрд и Джен Макгоун         | Терри Хьюз Бёртон                              | 3 марта 2022    |
| 54 | 12         | «Особи Десять-Це» «Species Ten-C»             | Олатунде Осунсанми                | Кайл Джарроу                                   | 10 марта 2022   |
| 55 | 13         | «Возвращение домой» «Coming Home»             | Олатунде Осунсанми                | Мишель Парадайз                                | 17 марта 2022   |

### Сезон 5 (2024)
| № общий | № в сезоне | Название                                   | Режиссёр           | Автор сценария                     | Дата премьеры  |
| ------- | ---------- | ------------------------------------------ | ------------------ | ---------------------------------- | -------------- |
| 56      | 1          | «Красная директива» «Red Directive»        | Олатунде Осунсанми | Мишель Парадайз                    | 4 апреля 2024  |
| 57      | 2          | «Под двумя лунами» «Under the Twin Moons»  | Дуг Аарниокоски    | Алан МакЭлрой                      | 4 апреля 2024  |
| 58      | 3          | «Джинаал» «Jinaal»                         | Энди Армаганян     | Кайл Джарроу и Лорен Уилкинсон     | 11 апреля 2024 |
| 59      | 4          | «Встреча с неизвестным» «Face the Strange» | Ли Роуз            | Шон Кохрэн                         | 18 апреля 2024 |
| 60      | 5          | «Зеркала» «Mirrors»                        | Джен Макгоун       | Джоанна Ли и Карлос Сиско          | 25 апреля 2024 |
| 61      | 6          | «Свист» «Whistlespeak»                     | Крис Бирн          | Кеннет Лин и Брэндон Шульц         | 2 мая 2024     |
| 62      | 7          | «Эрига» «Erigah»                           | Джон Дудковски     | М. Рэйвен Метцнер                  | 9 мая 2024     |
| 63      | 8          | «Лабиринты» «Labyrinths»                   | Неизвестно         | Лорен Уилкинсон и Эрик Дж. Роббинс | 16 мая 2024    |
| 64      | 9          | «Точка Лагранжа» «Lagrange Point»          | Джонатан Фрейкс    | Шон Кохрэн и Эри Фридман           | 23 мая 2024    |
| 56      | 10         | «Сама жизнь» «Life, Itself»                | Олатунде Осунсанми | Кайл Джарроу и Мишель Парадайз     | 30 мая 2024    |